# Grande Prêmio Brasil de Atletismo 2017
Il Grande Prêmio Brasil de Atletismo 2017 è stato la 32ª edizione dell'annuale meeting di atletica leggera; le competizioni hanno avuto luogo all'Arena Caixa di São Bernardo do Campo, il 3 giugno 2017. Il meeting è stato la terza tappa del circuito IAAF World Challenge 2017.

## Risultati[1]

### Uomini
| Specialità             | 1º classificato          | Prestazione | 2º classificato    | Prestazione | 3º classificato       | Prestazione |
| 100 m                  | Paulo André de Oliveira  | 10"23       | Kemar Hyman        | 10"24       | Andrew Fisher         | 10"25       |
| 800 m                  | Rafith Rodríguez         | 1'47"10     | Abdelati El Guesse | 1'47"49     | Kleberson Davide      | 1'47"73     |
| 3000 m siepi           | Altobeli Santos Da Silva | 8'38"70     | José Peña          | 8'39"53     | Abdelkarim Ben Zahra  | 8'43"74     |
| Salto in alto          | Fernando Ferreira        | 2.28 m      | Eure Yanez         | 2.26 m      | David Adley Smith     | 2.23 m      |
| Salto con l'asta       | Augusto Dutra            | 5.60 m      | Thiago Braz        | 5.40 m      | Germán Chiaraviglio   | 5.30 m      |
| Salto triplo           | Mateus de Sá             | 16.87 m     | Tosin Oke          | 16.67 m     | Paulo Sérgio Oliveira | 16.49 m     |
| Getto del peso         | Darlan Romani            | 21.82 m     | Franck Elemba      | 20.22 m     | Joshua Freeman        | 19.87 m     |
| Lancio del giavellotto | Dayro Márquez            | 77.72 m     | Arley Ibargüen     | 76.41 m     | Dejan Mileusnic       | 74.40 m     |

### Donne
| Specialità          | 1º classificato           | Prestazione | 2º classificato          | Prestazione | 3º classificato          | Prestazione |
| 200 m               | Vitoria Cristina Rosa     | 23"09       | Viktoriya Zyabkina       | 23"25       | Rosângela Santos         | 23"48       |
| 400 m               | Margaret Bamgbose         | 51"57       | Geisa Aparecida Coutinho | 51"91       | Patience Okon George     | 52"27       |
| 1500 m              | Selah Busienei            | 4'21"28     | María Pía Fernández      | 4'22"16     | Juliana Paula Dos Santos | 4'22"46     |
| 100 m ostacoli      | Fabiana Moraes            | 13"06       | Evonne Britton           | 13"07       | Monique Morgan           | 13"14       |
| Salto in lungo      | Jéssica Carolina dos Reis | 6.61 m      | Tânia Da Silva           | 6.34 m      | Gabriele dos Santos      | 6.30 m      |
| Getto del peso      | Daniella Hill             | 18.47 m     | Auriole Dongmo           | 18.37 m     | Geisa Arcanjo            | 17.27 m     |
| Lancio del martello | Anita Włodarczyk          | 78.00 m     | Gwen Berry               | 73.37 m     | Amber Campbell           | 72.80 m     |